# 第132独立偵察大隊 (ウクライナ空中機動軍)
第132独立偵察大隊（だい132どくりつていさつだいたい、ウクライナ語: 132-й окремий розвідувальний батальйон）は、ウクライナ空中機動軍の大隊。第7空中強襲軍団隷下。第132独立空挺偵察大隊とも。

## 歴史

### ドンバス戦争

第132独立偵察大隊旗

2018年10月29日、ドンバス戦争の影響に伴い、ウクライナ空中機動軍初の偵察部隊として創設され、12月から最前線の東部ルハーンシク州、ドネツィク州に配備された。

### ロシアのウクライナ侵攻
2022年2月24日、ロシアのウクライナ侵攻で北部ジトーミル州、キーウ州に配備され、ベラルーシ国境を防御し、占領地を60km偵察してプリピャチ解放に貢献した。

#### 北東部・イジューム戦線
2022年5月、北東部ハルキウ州に再配置され、イジューム方面を偵察したが、イヴァン・ザイツ中隊長が戦死した。
2022年11月17日、ウォロディミル・ゼレンスキー大統領より、勇気と勇敢さに対する栄誉賞を授与された。

#### 東部・バフムート戦線
2023年3月、激戦地の東部ドネツィク州に再配置され、バフムート方面のロシア軍座標を砲兵に提供し、パーンツィリ-S1、T-72B戦車撃破に貢献した。

#### 南部・ザポリージャ戦線
2023年5月、南部ザポリージャ州に再配置され、2024年2月までロボティネ方面の攻勢に参加した。5月以降は激戦地の東部ドネツィク州に再配置され、ポクロウシク方面、ヴォルノヴァーハ方面を偵察した。

#### ロシア・クルスク戦線
2024年8月、北部スームィ州に再配置され、ロシア・クルスク方面の攻勢に参加し、10の集落制圧に貢献した。

## 編制
- 大隊本部（ジトーミル）
- 第1偵察中隊
- 第2偵察中隊
- 電子諜報中隊
- 火力支援中隊
- 無人機中隊
- 整備小隊
- 補給小隊
- 衛生所